# Alpha Tiger
Alpha Tiger war eine deutsche Metal-Band aus Freiberg in Sachsen.

## Geschichte
Alpha Tiger wurde 2011 aus der stilistisch sehr ähnlich klingenden Vorgängerband Satin Black gegründet, die seit 2007 bestanden hatte, aber noch in einer etwas anderen Besetzung auftrat. Unter diesem Namen wurde das Debütalbum Harlequin als Eigenproduktion veröffentlicht. 2010 folgte ein Demo.
Anfang 2011 benannte die Band sich in Alpha Tiger um und unterschrieb einen Plattenvertrag bei dem Independent-Label Sonic Attack Records, über das im April das Debütalbum Man or Machine auf CD und Vinyl herauskam. Aufgenommen wurde das Debütalbum in Zusammenarbeit mit Karl-Ulrich Walterbach, Gründer und ehemaliger Betreiber von Noise Records. Den Rest des Jahres folgten Auftritte als Support von Bands wie Sepultura, Gamma Ray oder Majesty. Außerdem wurde der bisherige Schlagzeuger Axel Pätzold durch David Schleif ersetzt. Im Sommer 2012 spielten Alpha Tiger unter anderem beim Rock Hard Festival und beim Hellfest in Frankreich. Im September 2012 kündigte die Band an, das bereits aufgenommene dritte Album im Januar über das Label Century Media zu veröffentlichen, bei dem die Gruppe bereits einen entsprechenden Vertrag unterschrieb. Für den Oktober und November ist außerdem eine Europatournee von Alpha Tiger im Vorprogramm von W.A.S.P. bestätigt.
2013 folgte eine ausgedehnte Festival-Tour. So spielte die Band unter anderem auf folgenden Festivals: Up the Hammers in Athen, Metalfest in Polen, Basinfest in Tschechien, Rockharz Open Air, Bang Your Head, Wacken Open Air,  Heavy Sound Festival in Belgien, Distortion Fest in den Niederlanden, Hard Rock Hell in Wales. Ende 2013 spielte Alpha Tiger auch im Vorprogramm einiger Shows der US-Band Queensryche.
2014 trennte sich die Band von Century Media und unterzeichnete für das Album iDentity, welches Anfang 2015 erschien, einen Plattenvertrag bei SPV. Die Band ist mit dem Song Men or Machines im Film Wacken 3D vertreten. Kurz nach der Veröffentlichung von iDentity erklärte Sänger Stephan Dietrich seinen Austritt aus der Band. Sein Nachfolger wurde Benjamin Jaino, der auch das 2017er Album Alpha Tiger einsang.
Anfang September 2018 gab die Band ihre Auflösung bekannt, das Abschiedskonzert fand am 17. November 2018 in Dresden statt.

## Stil
Alpha Tiger spielten eine Mischung aus Speed Metal, Power Metal, Heavy Metal und New Wave of British Heavy Metal. Der hohe Gesang sowie die Gitarrenarbeit spielten dabei eine maßgebliche Rolle. Gelegentlich wurde die Band mit Iron Maiden verglichen.

## Diskografie
als Satin Black
- 2008: Harlequin (Album)
- 2010: Martyr’s Paradise (EP)

als Alpha Tiger
- 2011: Man or Machine (Album)
- 2013: Beneath the Surface (Album) (auch als Limited Fan Edition mit Bonus Live CD)
- 2014: Lady Liberty (12" Single)
- 2015: Identity (Album)
- 2017: Alpha Tiger (Album)

## Musikvideos
- 2013: From Outer Space
- 2013: Beneath the Surface (offizielles Live Video vom Wacken Open Air)
- 2014: Lady Liberty
- 2015: We Won't Take It Anymore
- 2017: Comatose